# Gebirgsforschung

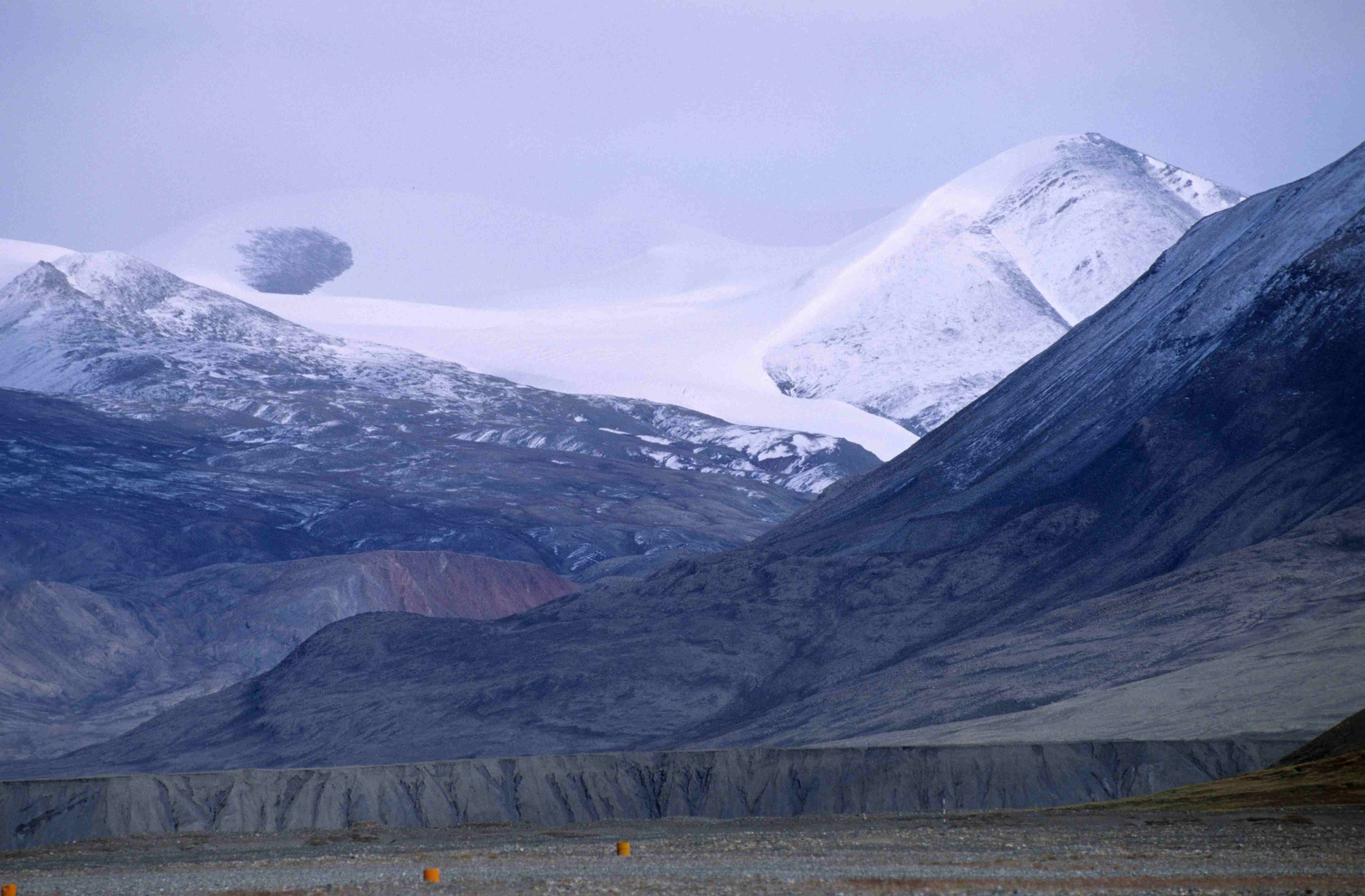
Conger Range, Gebirgszug der Arktischen Kordillere in Kanada

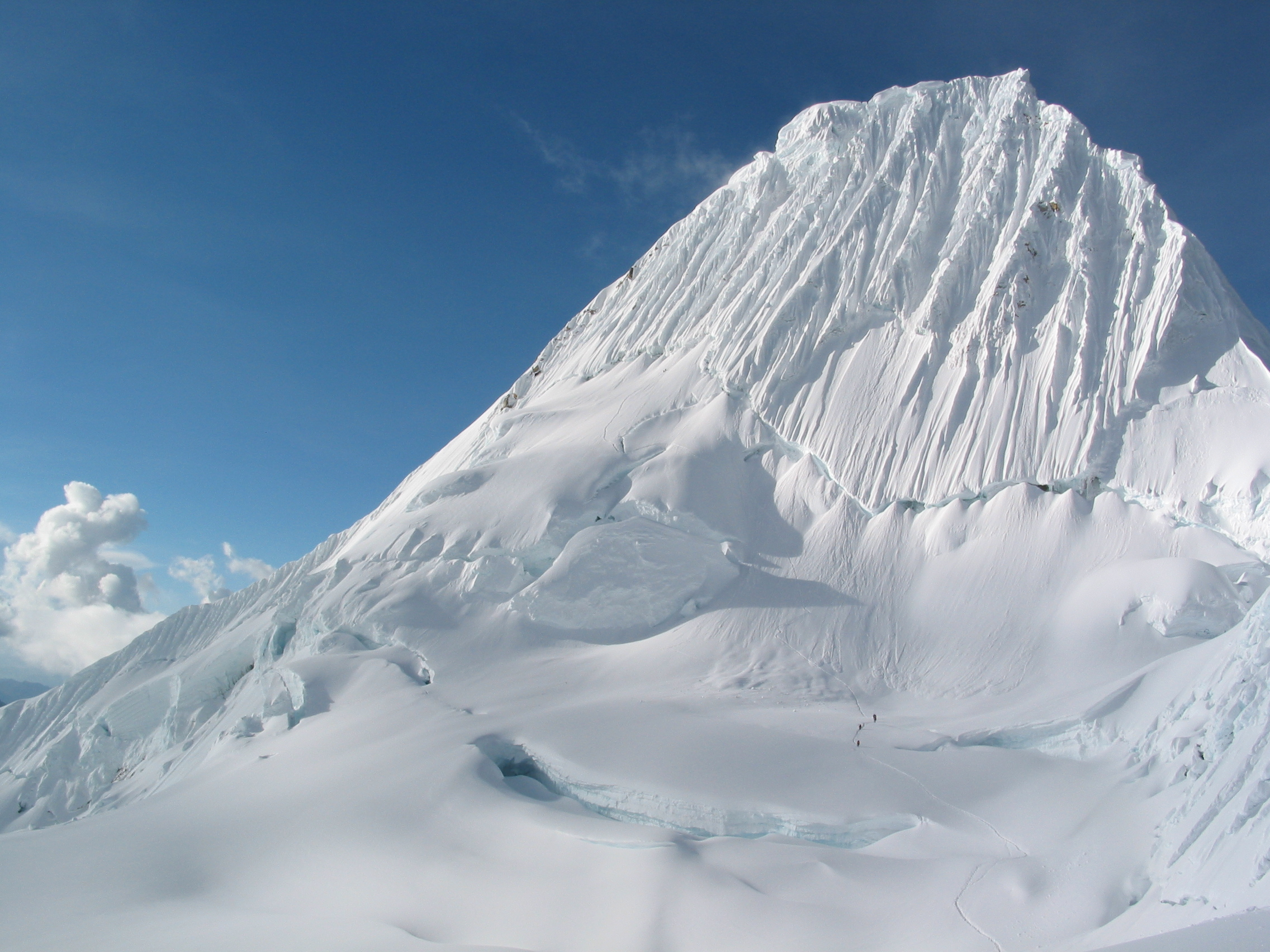
Der Alpamayo in den zentralperuanischen Anden

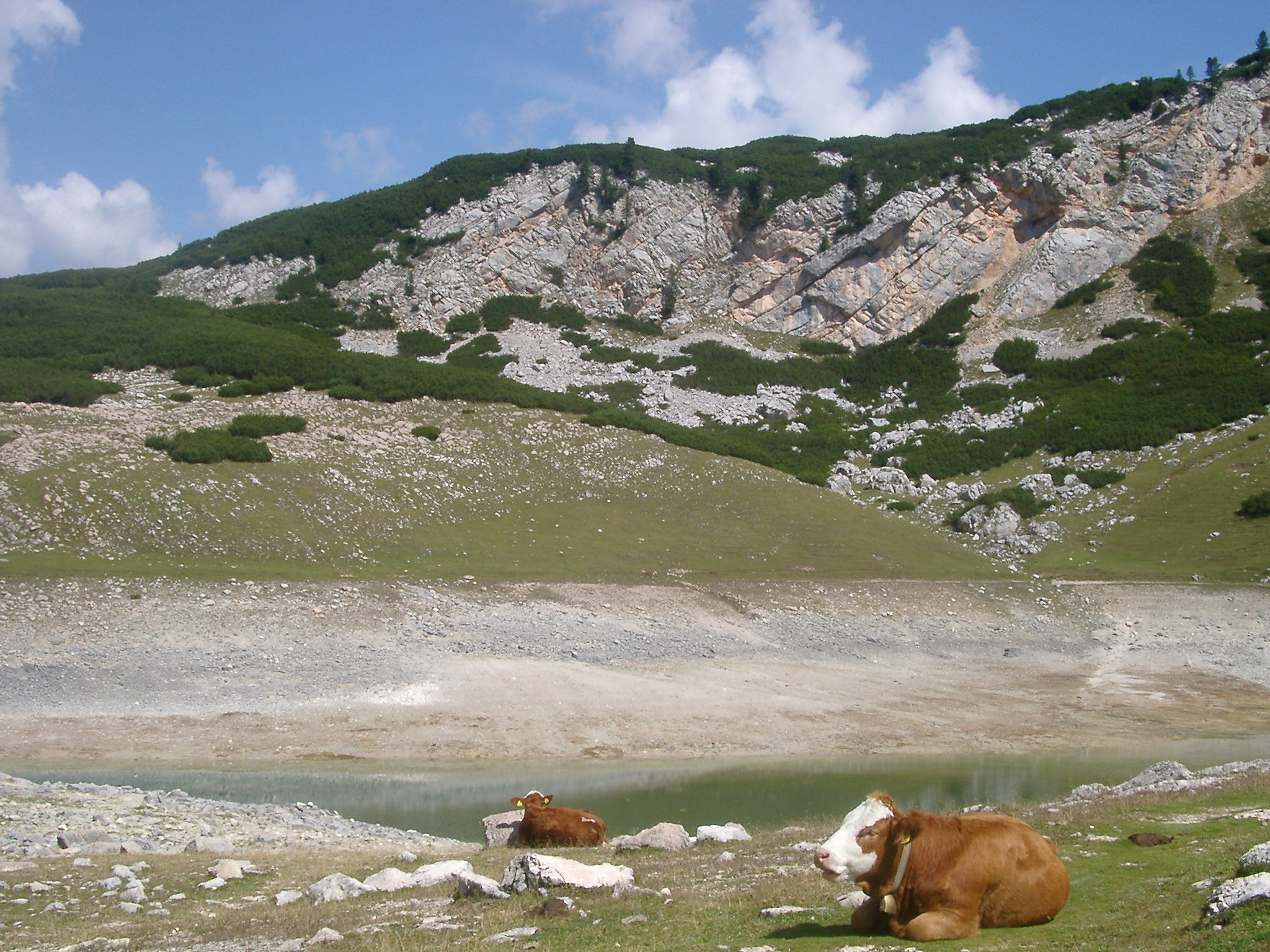
Almweidewirtschaft in Südtirol

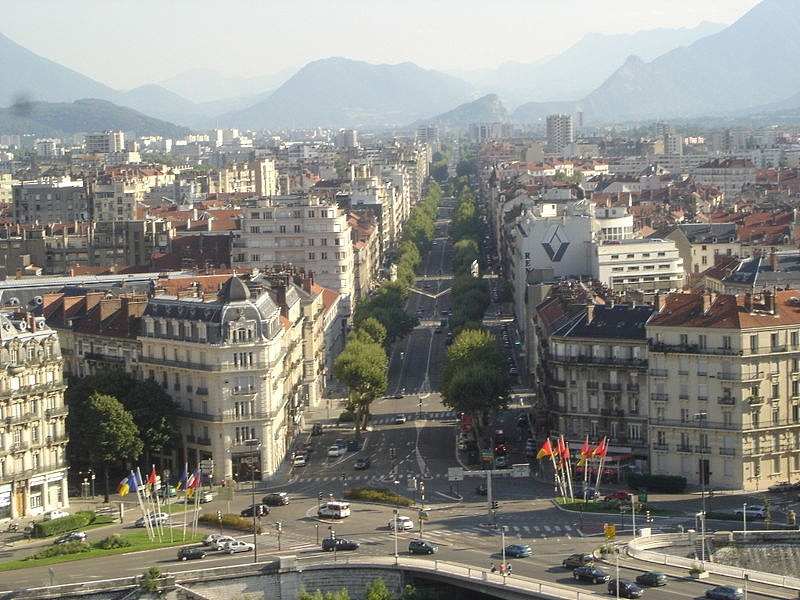
Grenoble in den Französischen Alpen

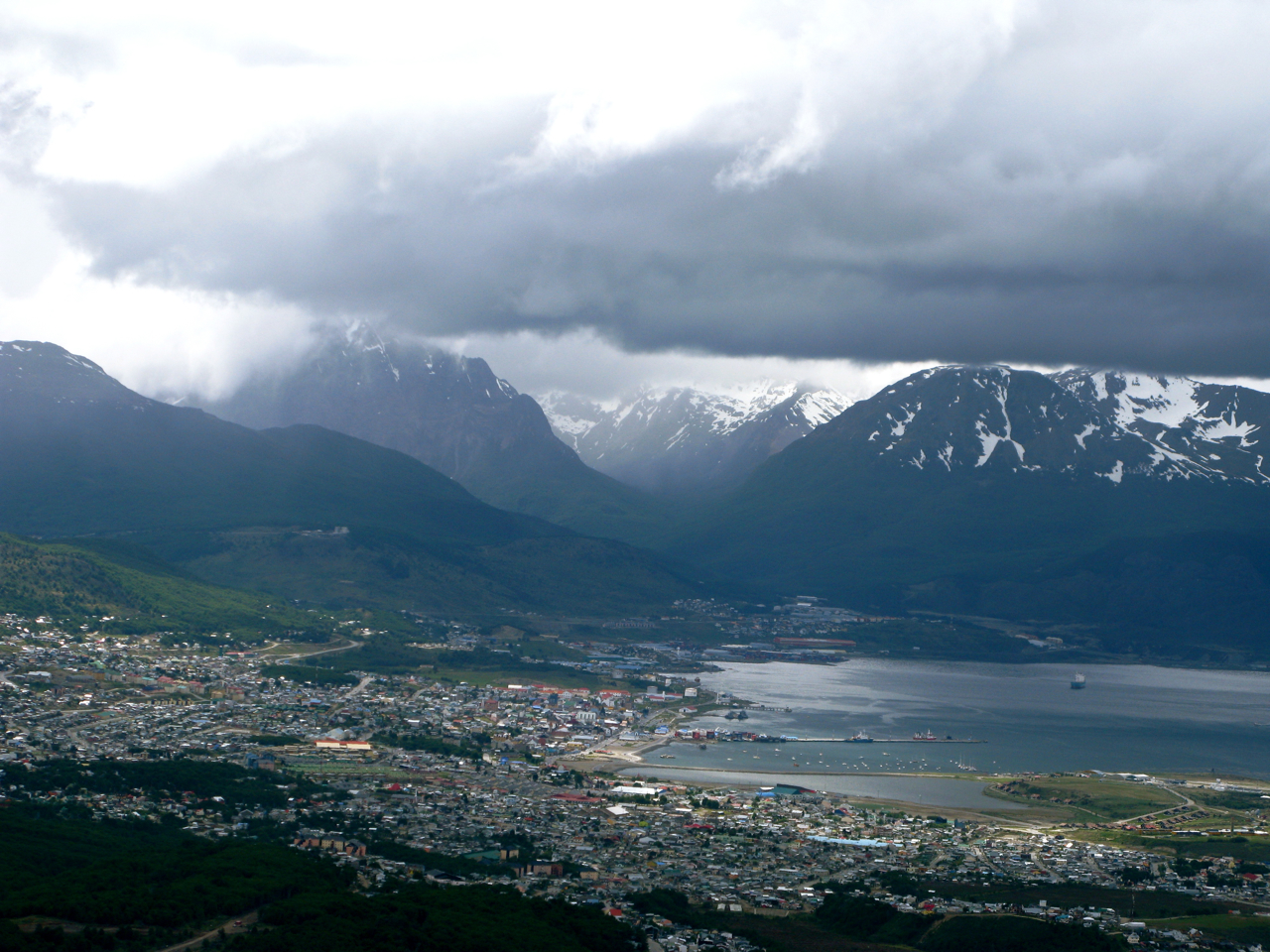
Ushuaia am Rande der Argentinischen Anden

Als Gebirgsforschung, veraltet Orologie, wird die Erkundung der Gebirge der Erdoberfläche bezeichnet. Sie untersucht Gebirgsregionen sowohl global vergleichend und auf Gesetzmäßigkeiten (typologisch bzw. nomothetisch), als auch auf regionalem Maßstab mit dem Ziel einer synthetisch-integrativen Sichtweise (idiographisch). Gebirgsforschung wird natur-, geistes- und sozialwissenschaftlich betrieben, verbindet daher verschiedenste Disziplinen  und stellt so ein interdisziplinäres Forschungsfeld dar.

## Disziplinen
Unter anderem partizipieren traditionell
- Geographie
- Geologie
- Geschichtswissenschaft
- Biologie
- Anthropologie.

Als angewandte Forschungsrichtung dient sie unter anderem der nachhaltigen Entwicklung des Lebensraumes Gebirge (z. B. Siedlung, Verkehr, Wirtschaft, Umwelt). In Bezug auf die Erforschung des Hochgebirges im engeren Sinne spricht man auch von Hochgebirgsforschung. In jüngster Zeit setzt sich international auch die Bezeichnung Montology durch.

## Vergleichbare Forschungsansätze
- Küstenforschung
- Polarforschung

### Forschungsnetzwerke
- Internationale Gesellschaft für historische Alpenforschung
- Arbeitsgemeinschaft für vergleichende Hochgebirgsforschung
- Mountain Research Initiative (englisch)

### Forschungsinstitutionen
- The Mountain Institute, Washington, D.C. (englisch)
- Institut für interdisziplinäre Gebirgsforschung, Österreichische Akademie der Wissenschaften
- Swiss Alpine Studies, Akademien der Wissenschaften Schweiz (englisch)
- Ente Italiano della Montagna (Memento vom 6. Januar 2012 im Internet Archive) (italienisch)
- Pyrenean Institute of Ecology Zaragoza (englisch)
- IEA Centre d’estudis de la neu i de la muntanya (katalanisch)
- European Academy of Bolzano/Bozen (englisch)
- Università della Montagna Milano (englisch)
- Institut Français d’Études Andines (spanisch)
- Centro de Investigação de Montanha, Bragança (englisch)
- Canadian Mountain Studies Initiative (englisch)
- Instituto Nacional de Investigación en Glaciares y Ecosistemas de Montaña (spanisch)
- Centro di Ricerca per le Aree Interne e gli Appennini (italienisch)
- Centre interdisciplinaire de recherche sur la montagne (französisch)

### Fachzeitschriften
- Mountain Research and Development Journal (englisch; indiziert in Scopus und Web of Science)
- Journal of Mountain Science (englisch; indiziert in Scopus und Web of Science)
- Journal of Alpine Research | Revue de géographie alpine (französisch, italienisch, deutsch, spanisch, englisch; indiziert in Scopus und Web of Science)
- eco.mont – Journal on Protected Mountain Areas Research and Management (englisch; indiziert in Scopus und Web of Science)
- Pirineos – Revista de Ecología de Montaña (spanisch, englisch; indiziert in Scopus)
- Bulletin de l’Institut français d’études andines (spanisch, französisch; indiziert in Scopus)
- HIMALAYA – The Journal of the Association for Nepal and Himalayan Studies (englisch; indiziert in Scopus)